# الحفر العميق
الحفر العميق (DHD) هو تقنية قياس الإجهاد المتبقي المستخدمة لقياس الإجهادات المضمنة والمطبقة في المواد والمكونات الهندسية. الحفر العميق هي تقنية استرخاء ميكانيكي شبه تدميري (MSR)، والتي تسعى لقياس توزيع الضغوط على طول محور ثقب مرجعي محفور. هذه العملية فريدة من نوعها في قدرتها على قياس الإجهادات المتبقية على المستوى المجهري مع اختراق أكثر من 750 ملم (30 بوصة)، دون تدمير كامل للمكون الأصلي. يعتبر الحفر العميق عميق بالمقارنة مع تقنيات الحفر الأخرى مثل حفر الثقب المركزي.

## نظرة عامة على التقنية
ينطوي الحفر العميق على حفر ثقب من خلال سماكة المكون، وقياس قطر الحفرة، و توسيع (قطع فتحة دائرية حول الحفرة) ومن المادة الأساسية حول الثقب وأخيراً إعادة قياس قطر الثقب. و بالنسبة للمعادن الهندسية، يتم إجراء عملية التدوير عادةً باستخدام معالجة التفريغ الكهربائي (EDM) للحد من إدخال المزيد من الضغوط أثناء القطع.
إن الاختلافات بين الأقطار المقاسة قبل وبعد إطلاق الإجهاد تمكّن من حساب الإجهادات المتبقية الأصلية باستخدام نظرية المرونة.
يمكن مشاهدة مقطع فيديو على يوتيوب يشرح تقنية الحفر العميق هنا: 